# Panassac
Panassac is een gemeente in het Franse departement Gers (regio Occitanie) en telt 296 inwoners (2004). De plaats maakt deel uit van het arrondissement Mirande.

## Geografie
De oppervlakte van Panassac bedraagt 9,0 km², de bevolkingsdichtheid is 32,9 inwoners per km².
De onderstaande kaart toont de ligging van Panassac met de belangrijkste infrastructuur en aangrenzende gemeenten.

## Demografie

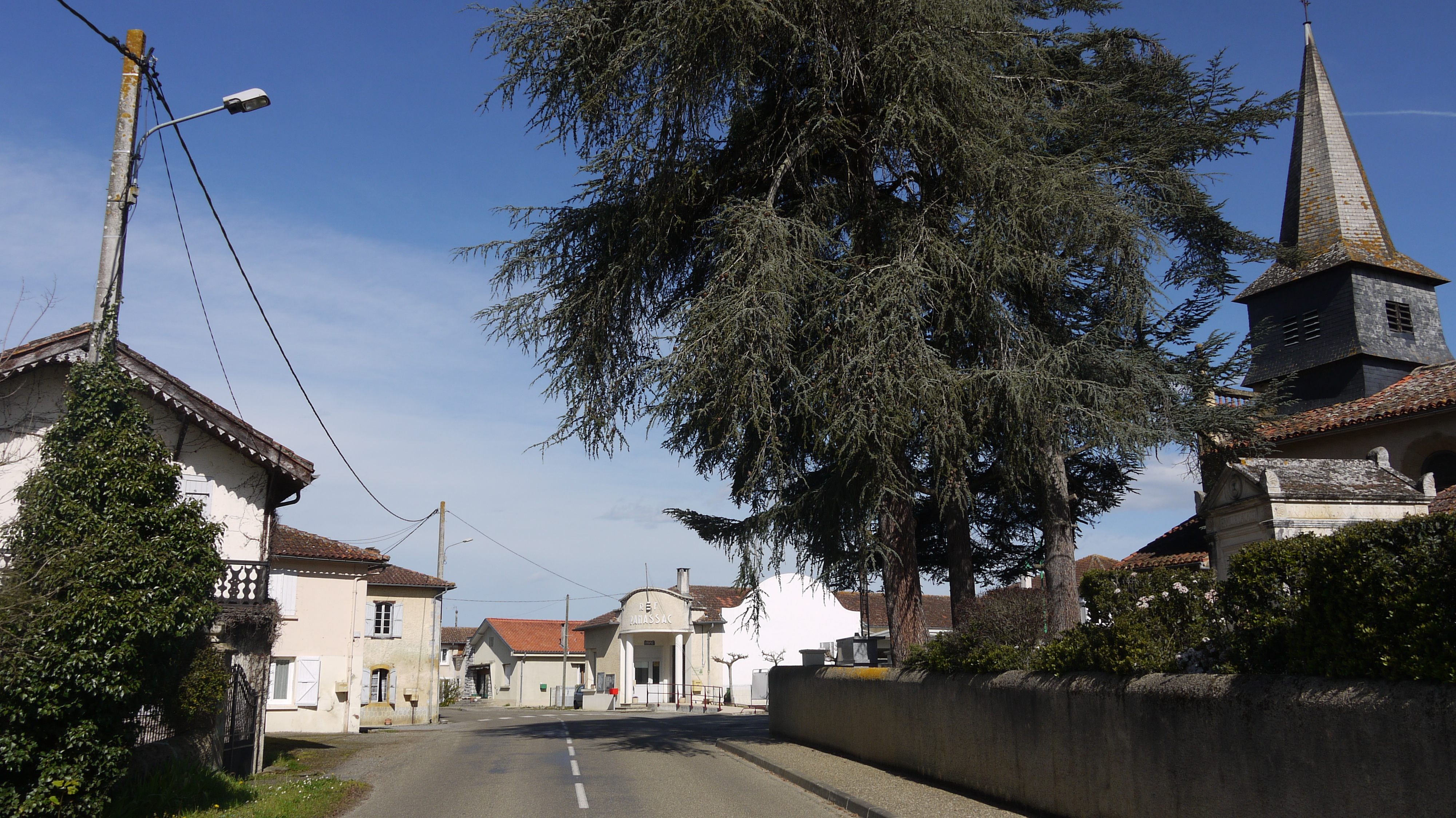
Panassac

Onderstaande figuur toont het verloop van het inwonertal (bron: INSEE-tellingen).